# Clyde (rzeka)
Clyde (gael. Cluaidh) – trzecia co do długości (170 km) rzeka w Szkocji. Obszar źródłowy na Wyżynie Południowoszkockiej. Przepływa przez zagłębie węglowe, gdzie skupiła się większość przemysłu i ludności szkockiej. Uchodzi do zatoki Firth of Clyde tworząc estuarium. Liczne porty rzeczne oraz dobrze rozwinięty przemysł stoczniowy sprawiają, że Clyde jest najważniejszą drogą wodną w Szkocji. 
Najważniejsze miasta położone nad rzeką: Glasgow, Hamilton, Blantyre, Greenock